# Білоруська Радянська Соціалістична Республіка
Білоруська Радянська Соціалістична Республіка, БРСР (біл. Беларуская Савецкая Сацыялістычная Рэспубліка, БССР) — союзна республіка у складі СРСР. Проіснувала від 1 січня 1919 до 25 серпня 1991.
Уперше проголошено 1 січня 1919 року під назвою Радянська Соціалістична Республіка Білорусь, яка 31 січня 1919 року вийшла зі складу Російської СФРР, 27 лютого об'єдналася з Литовською Радянською Республікою у Соціалістичну Радянську Республіку Литви та Білорусі (РСР Литбіл).
РСР Литбіл припинила своє існування внаслідок польської окупації в ході радянсько-польської війни. 12 липня 1920 року в результаті Московського договору 1920 р., укладеного між РСФРР та Литвою РСР Литбіл було фактично ліквідовано. Юридично РСР Литбіл припинила існування 31 липня 1920 року, коли в Мінську було відновлено Радянську Соціалістичну Республіку Білорусь, надалі змінило назву на Білоруська Соціалістична Радянська Республіка.
16 січня 1921 року був підписаний Союзний договір між РСРБ і РСФРР.
Мировий договір 1921 року був підписаний, поруч з РСФРР і УСРР, уповноваженими представниками уряду РСФРР також по уповноваженню уряду Білоруської Соціалістичної Радянської Республіки
22 лютого 1922 року був підписаний Протокол, що розглядався як Угода про представництво і захист Урядом РСФРР інтересів Радянських Республік Азербайджану, Вірменії, Білорусі, Бухари, Грузії, України, Хорезму і Далекосхідної Республіки на Генуезькій конференції
БСРР у числі 4 радянських республік 30 грудня 1922 року підписала Договір про утворення СРСР.
27 липня 1990 року прийнято Декларацію про державний суверенітет БРСР.
19 вересня 1991 року БРСР перейменовано на "Республіку Білорусь", а 8 грудня 1991 року підписано з РРФСР і Україною Угоду про створення СНД.
Поряд з УРСР була співзасновником і членом ООН з 1945 р.

## Назви
- 1 січня 1919 — 31 січня 1919: Радянська Соціалістична Республіка Білорусі (біл. Савецкая Сацыялістычная Рэспубліка Беларусі)
- 27 лютого 1919 — 6 липня 1920: після «об'єднання» РСРБ і Литви було утворено Литбіл — Літовсько-Білоруська Радянська Соціалістична Республіка (біл. Літоўска-Беларуская Савецкая Сацыялістычная Рэспубліка) або ж Радянська Соціалістична Республіка Литви та Білорусі (біл. Савецкая Сацыялістычная Рэспубліка Літвы і Беларусі).
- 31 липня 1920 — 11 квітня 1927: Радянська Соціалістична Республіка Білорусі (біл. Савецкая Сацыялістычная Рэспубліка Беларусі)
- 11 квітня 1927 — 19 вересня 1991: Білоруська Радянська Соціалістична Республіка (біл. Беларуская Савецкая Сацыялістычная Рэспубліка)

## Державний устрій
Декларувалося, що БРСР — суверенна соціалістична держава робітників і селян, яка на основі добровільності і рівноправності ввходить до складу СРСР. БРСР нібито здійснювала державну владу самостійно, декларативно повністю зберігаючи свої суверенні права. Формально БРСР мала право вступати в безпосередні зносини з іноземними державами. Найвищим органом державної влади БРСР була її Верховна Рада, а в період між сесіями — Президія Верховної Ради. Найвищим виконавчим і розпорядчим органом державної влади БРСР була Рада Міністрів БРСР. Місцевими органами державної влади в областях, районах, містах, селищах, селах були відповідні Ради депутатів трудящих. Верховна Рада БРСР обиралась строком на 4 роки, обласні, районні, міські, селищні і сільські Ради депутатів трудящих — строком на 2 роки громадянами, які досягли 18 років. Правосуддя в республіці здійснювалось Верховним судом БРСР, обласними судами та районними (міськими) народними судами. Вищий нагляд за виконанням законів на території республіки здійснювався як Генеральним прокурором СРСР безпосередньо, так і через прокурора БРСР. Республіка мала свій державний герб, прапор і гімн.

## Історія

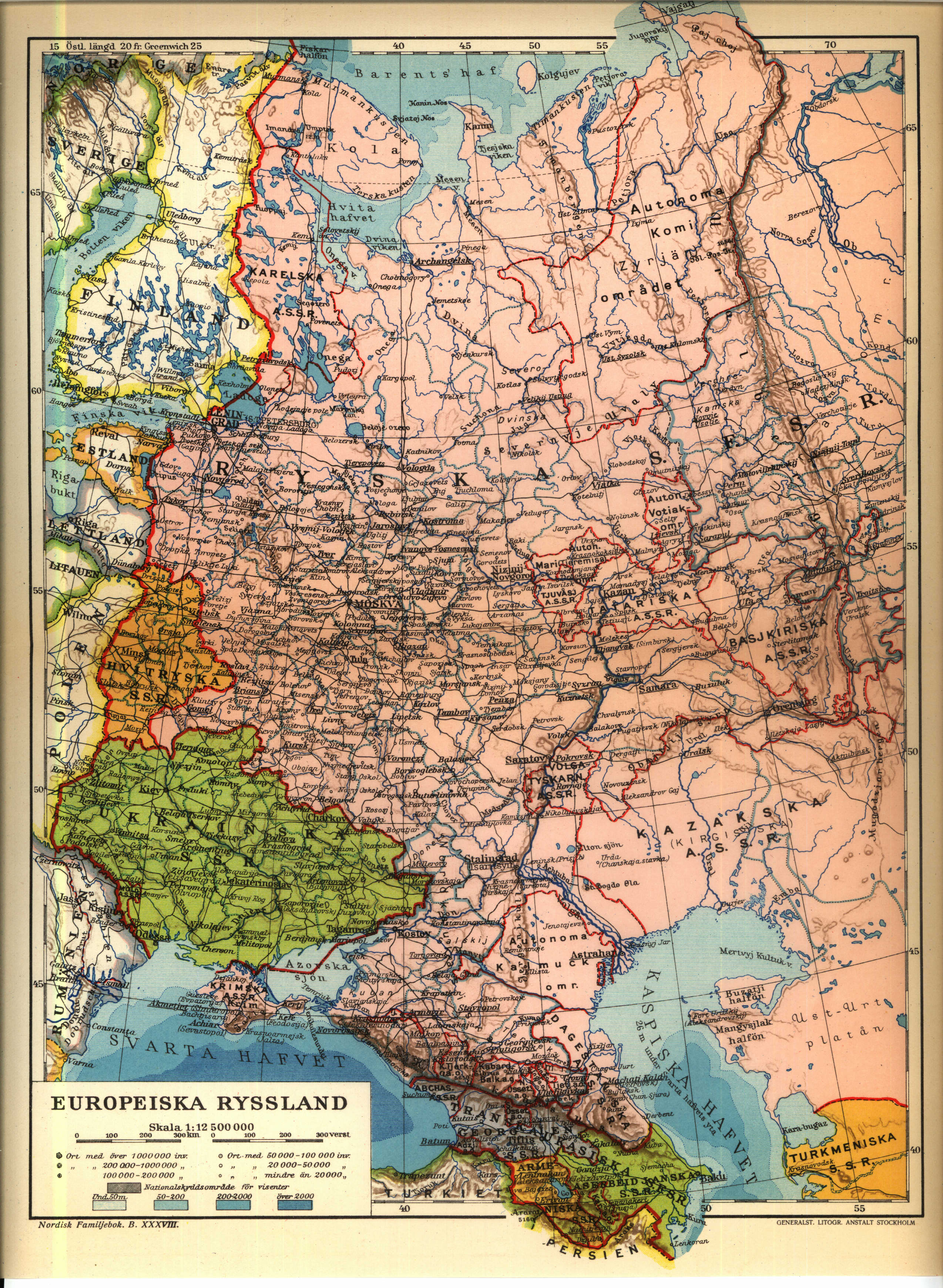
БРСР на шведській мапі європейської частини СРСР 1926 р.

Радянську владу в Мінську було встановлено 7 листопада 1917 (того ж дня, що і в Петрограді). 9 листопада 1917 в Мінську було створено Революційний комітет при Мінській Раді.
30 грудня 1918 в Смоленську відкрилась VI північно-західна обласна конференція РКП(б), яка винесла постанову про створення БРСР і перейменувала себе в І з'їзд КП(б)Б. 1 січня 1919 був опублікований маніфест про утворення БСРР. 5 січня 1919 Тимчасовий революційний робітничо-селянський уряд БСРР переїхав зі Смоленська до Мінська, який став столицею республіки. 2—4 лютого 1919 в Мінську відбувся 1-й з'їзд Рад БРСР, на якому було схвалено Конституцію БРСР. В її основу було покладено першу Конституцію РСФРР. Для протистояння Польщі ВЦВК РСФРР 1 червня 1919 прийняв декрет про воєнний союз Росії, України, Білорусі і Литви. Об'єднувались військове командування, ради народного господарства, залізничне управління, комісаріати праці, фінанси. В телеграмі від З червня 1919 Ленін дав вказівку Наркомпроду України про безперебійне постачання Білорусі продовольством. В липні 1920 Червона Армія звільнила від поляків всю Білорусь. Під тиском Антанти за Ризьким договором, підписаним із Польщею 18 березня 1921, від Білорусі були відрізані її західні області. Перша світова і громадянська війни вкрай зруйнували господарство республіки.
До складу СРСР БРСР увійшла 30 грудня 1922. Народне господарство на кінець 1925 досягло довоєнного рівня. Індустріалізація БРСР проводилась разом з індустріалізацією всього Радянського Союзу.
У грудні 1923 політбюро ЦК РКП(б) формально погодилось з пропозицією ЦБ КП(б)Б про приєднання до БРСР частини етнічних білоруських територій, які знаходились до того у складі Росії. 1926 року, під час погіршення відносин між СРСР та Польщею СРСР спробував завоювати симпатії західних білорусів, долучивши до БРСР Гомельщину та деякі інші райони.
У вересні 1939, у наслідок Пакту Молотова — Ріббентропа, Червона армія окупувала Західну Білорусь і Західну Україну, які були приєднані до Радянського Союзу.
За роки передвоєнних п'ятирічок Білорусь перетворилась на високорозвинуту індустріально-колгоспну республіку. Напередодні радянсько-німецької війни промисловість Білорусі давала близько 10 % союзного випуску металорізних верстатів, 36,2 % фанери, 12,5 % льоноволокна, 6,3 % паперу тощо. В 1940 валова продукція промисловості зросла проти 1913 в 14 раз; посівна площа дорівнювала 5215 тисяч гектарів (проти 4542 тисяч гектарів в 1913).
22 червня 1941 нацистська Німеччина напала на Радянський Союз. Близько 1 мільйона білорусів пішло до лав Радянської Армії. До 23 серпня вся Білорусь була окупована німцями. В тилу ворога за радянськими офіційними даними діяли 1108 партизанських загонів, в яких було порад 370 тисяч бійців, діяло 9 підпільних обкомів КП(б)Б, 174 міські і районні комітети КП(б)Б, 1113 первинних партійних організацій в партизанських загонах і 184 територіальні підпільні парторганізації, в яких налічувалося понад 25 тисяч комуністів. У ворожому тилу під керівництвом партійних організацій велику роботу провадив комсомол. Працювало 10 підпільних обласних і 206 міських і районних комітетів Ленінської Комуністичної Спілки Молоді Білорусі (ЛКСМБ), 5 тисяч первинних комсомольських організацій, які об'єднували понад 73 тисячі комсомольців. Партизани Білорусі завдали німецьким загарбникам великих втрат в живій силі і техніці. В боротьбі з гітлерівцями вони виступали в братній єдності з партизанами України. За героїзм і відвагу, проявлені на фронтах війни, понад 300 тисяч воїнів-білорусів нагороджено орденами і медалями (серед них понад 100 тисяч партизанів), 295 осіб удостоєні звання Героя Радянського Союзу, в тому числі 73 партизани. Бойові заслуги ЛКСМБ відзначено орденом Червоного Прапора (22 вересня 1945).
У липні 1944 радянські війська з допомогою білоруських партизанів повністю визволили БРСР від німецьких загарбників. Окупанти провадили масове знищення мирних жителів і військовополонених, сотні тисяч осіб вивезли в Німеччину на каторжні роботи, залишили без притулку мільйони людей, знищили багато промислових підприємств, пограбували МТС, колгоспи і радгоспи. Окупанти зруйнували й спалили 200 міст і райцентрів, 9200 сіл і селищ. Тільки підраховані прямі збитки, завдані Білорусі гітлерівцями, становили 75 млрд крб. В післявоєнні роки відбудовано зруйноване ворогом народне господарство, і досягнуто нових значних успіхів у розвитку промисловості, сільського господарства і культури.
3 червня 1945 Білорусь одночасно з Україною ввійшла до складу Організації Об'єднаних Націй. За досягнення в розвитку народного господарства і культури БРСР нагороджено двома орденами Леніна (1935, 1958).

## Площа і населення
| Рік  | Площа (тис. км²) | Населення (млн ч.) |
| ---- | ---------------- | ------------------ |
| 1921 | 52,4             | 1,544              |
| 1924 | 110,6            | 4,2                |
| 1926 | 126,3            | 4,9                |
| 1939 | 223              | 10,2               |
| 1959 | 207,6            | 8,06               |
| 1970 | 207,6            | 9,002              |
| 1979 | 207,6            | 9,53               |
| 1989 | 207,6            | 10,15              |
| 1991 | 207,6            | 10,3               |

## Територіальний поділ
| Рік  | Областей | Округів | Районів | Сільрад | Міст | Рабочих селищ | Селищ міського типу |
| ---- | -------- | ------- | ------- | ------- | ---- | ------------- | ------------------- |
| 1926 | -        | 10      | 100     | 1202    | 25   |               |                     |
| 1928 | -        | 8       |         |         |      |               |                     |
| 1934 | -        | -       |         |         |      |               |                     |
| 1935 | -        | 4       |         |         |      |               |                     |
| 1938 | 5        | -       | 90      | 1420    | 32   | 14            | 68                  |

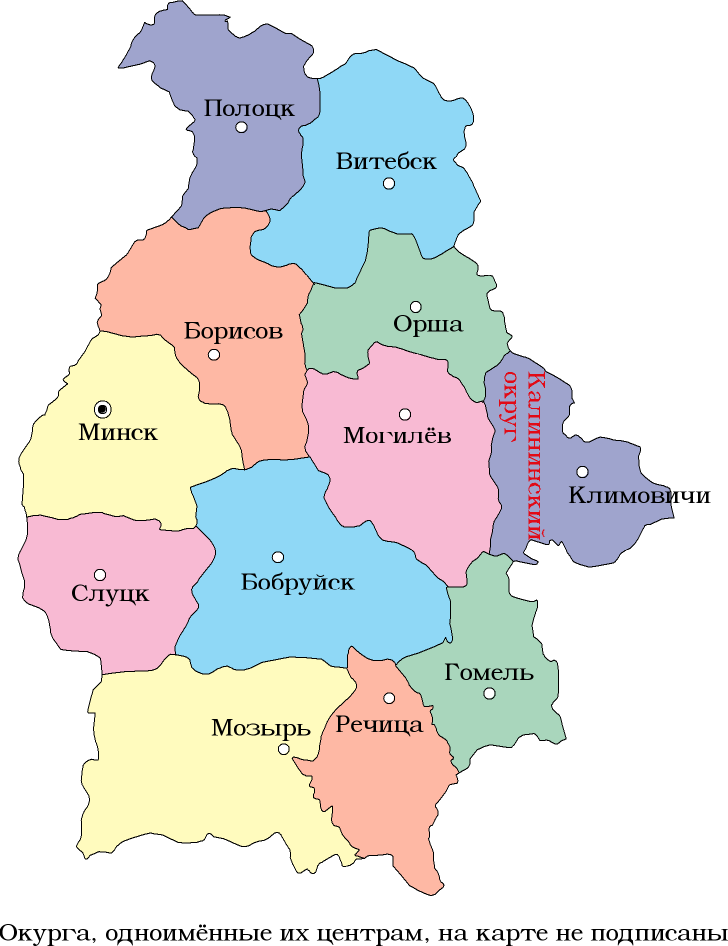
Мапа округів Білоруської РСР в 1926 р.

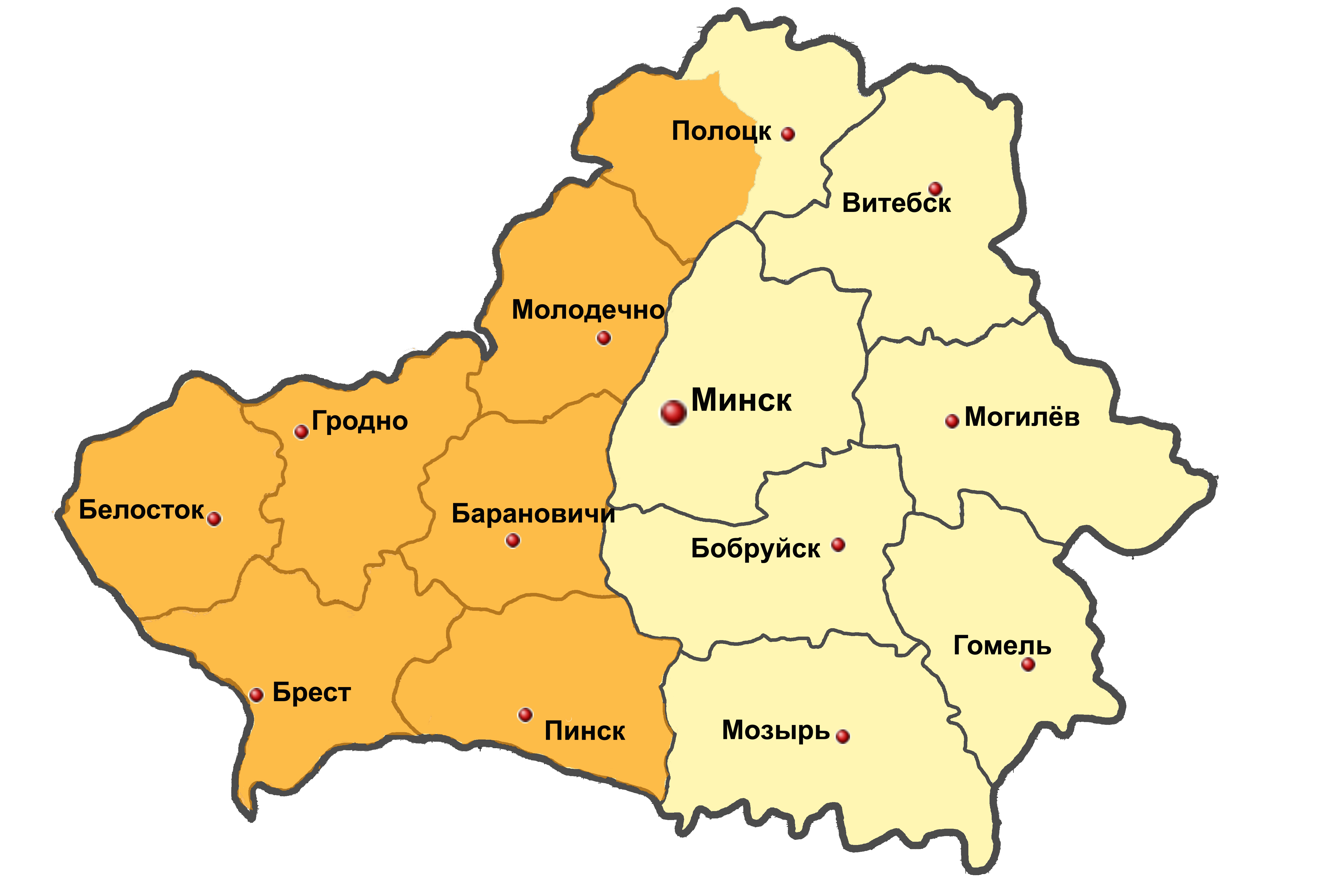
Адміністративний поділ БРСР в 1944—1946 рр.

Указом Президії Верховної Ради СРСР від 4 грудня 1939 року в складі БРСР були утворені Барановицька, Білостоцька, Берестейська, Вілейська і Пінська області. Указом Президії Верховної Ради СРСР від 20 вересня 1944 року у складі БРСР були утворені Бобруйська, Гродненська і Полоцька області, Указом від того ж числа обласний центр Вілейської області був перенесений у м. Молодечно та сама Вілейська область була перейменована в Молодечненську.
Станом на 1991 рік:
- Берестейська область (з 4 грудня 1939)
- Вітебська область (з 15 січня 1938)
- Гомельська область (з 15 січня 1938)
- Гродненська область (з 20 вересня 1944)
- Мінська область (з 15 січня 1938)
- Могильовська область (з 15 січня 1938)

Раніше існували також:
- Барановицька область (з 4 грудня 1939 по 8 січня 1954, увійшла в Берестейську, Гродненську, Мінську і Молодечненську)
- Білостоцька область (з 4 грудня 1939 по 20 вересня 1944, більша частина увійшла до Польщі, менша — до Гродненської)
- Бобруйська область (з 20 вересня 1944 по 8 січня 1954, увійшла в Гомельську, Мінську і Могильовську)
- Вілейська область (з 4 грудня 1939 по 20 вересня 1944, перейменована в Молодечненську, частина увійшла до Полоцької)
- Молодечненська область (з 20 вересня 1944 по 20 січня 1960, увійшла в Вітебську, Гродненську і Мінську)
- Пінська область (з 4 грудня 1939 по 8 січня 1954, увійшла в Берестейську)
- Поліська область (з 15 січня 1938 по 8 січня 1954, увійшла в Гомельську)
- Полоцька область (з 20 вересня 1944 по 8 січня 1954, увійшла в Вітебську і Молодечненську).

## Економіка
Економіка Білорусі характеризувалася швидким розвитком промисловості, особливо машинобудування, сільського господарства і транспорту. Територія Білорусі становила один економічно-адміністративний район, раднаргосп якого керував більшою частиною промисловості. Валова продукція всієї промисловості Білорусі 1958 зросла (порівняно з 1913) в 27, а великої — в 52 рази. Створено паливно-енергетичну базу на основі широкого розвитку механізованого видобування торфу (8,94 млн т, 1958), який в енергетичному балансі електростанцій становить 80 %. На торфі працюють найбільші електростанції (БілДРЕС поблизу Оргаі, станції Мінська, Гомельська, Бобруйська, Василевицька ДРЕС та ін.). В Білорусі збудовано також ряд середніх і невеликих гідроелектростанцій («Дружба народів» на озері Дрисвяти, Осиповецька ГЕС тощо). Виробництво електроенергії зросло з 3 млн квт-г в 1913 до 2735 млн квт-г в 1958. Поряд з енергетикою створено нові галузі промисловості: машинобудування, хімічна, будівельних матеріалів тощо. Структура промисловості за вартістю продукції (1955) така: машинобудування і металообробка — 24,1 %, харчова — 22,2 %, легка — 20,9 %, лісова і деревообробна — 12,3 %, будівельних матеріалів — 4,2 %, паливна — 3,2 % та ін.
Машинобудування стало провідною галуззю промисловості Білорусі. Верстатобудівні заводи працюють у Мінську, Гомелі, Вітебську; автомобільний, тракторний і мотовелосипедний в Мінську; сільськогосподарського машинобудування в Гомелі. Є підприємства електротехнічної і приладобудівної промисловості, заводи шляхових і будівельних машин, підприємства, що виробляють продукцію широкого вжитку (радіоприймачі, телевізори, годинники тощо). У 1958 виготовлено 16 тисяч металорізних верстатів, 16,5 тисяч автомобілів, 422 тисяч годинників, 138 тисяч радіоприймачів і телевізорів, 37,9 тисяч мотоциклів, 564 тисяч велосипедів, 98 тисяч швейних машин. Успішно розвивається хімічна промисловість (промисловість лісохімічна, синтетичних волокон, медичних препаратів тощо).
В Білорусі працюють Бобруйський гідролізний, Ново-Білицький, Борисовський лісохімічні заводи, Могильовська фабрика штучного волокна, Міпський завод медичних препаратів; Полоцький завод скловолокна; будуються інші хімічні підприємства. Важливе місце в господарстві Білорусі займає лісова промисловість (лісопильна, фанерна, сірникова, меблева), яка особливо розвинута в Бобруйську, Борисові, Вітебську, Рєчиці, Мінську, Гомелі, Мозирі, Пінську. Швидкими темпами розвивається промисловість будівельних матеріалів. Працюють Кричевський і Волковиський цементні заводи, Гомельський склозавод, Оршанський і Климовицький заводи силікатної цегли, вапняні заводи «Руба» і «Верхове». Тепер в Білорусі налічується понад 200 цегельних заводів (без колгоспних). В 1958 вони виробили понад 1 млрд штук цегли. Загальний обсяг виробництва будівельних матеріалів в 1956 зріс порівняно з 1940 в 3,2 раза.
З галузей легкої промисловості розвинуті текстильна, швейна і шкіряно-взуттєва. Текстильна промисловість зосереджена переважно у Вітебській обл (льонокомбінат в Орші). Після радянсько-німецької війни в Мінську і Гродні збудовано тонкосуконні, у Вітебську — килимово-плюшовий, у Мінську — камвольний комбінати. Виробництво шерстяних тканин в Білорусі (в тисячах м): 1913 — 37, 1940 — 268, 1958 — 4310. В найбільших містах збудовано трикотажні фабрики і шкіряні заводи. Велика харчова промисловість має кондитерську, хлібопекарську, м'ясну і молокопереробну та інші галузі. На заводі в Скиделі Гродненської обл. виробляється цукор. На 1959—65 передбачено створення нафтопереробної і дальший розвиток хімічної, машинобудівної та інших галузей промисловості, валова продукція якої зросте в 1,8 раза. Після будівництва калійного, суперфосфатного, азотно-тукового та інших хімічних заводів в БРСР буде створена нова база виробництва мінеральних добрив.
Сільське господарство Білорусі спеціалізувалось на виробництві льону, картоплі, цукрових буряків і продукції тваринництва. 1958 було 3837 колгоспів і 174 радгоспи; на полях працювало 49,3 тисяч тракторів (в 15-сильному обчисленні), 11,5 тисяч зернових, 3,1 тисяч льонозбиральних комбайнів і багато інших. Орні землі становлять 1/3 всіх земель. До 1958 освоєно 791 тисяч гектарів земель осушених боліт. Посіви 1958 становили 5,5 млн гектарів (зернові — 2748 тис., технічні — 324 тис., картопля — 1025 тис. га). Посівна площа Білорусі збільшилася у 1958 в порівнянні з 1913 майже на 1 млн га; особливо зросли посіви льону-довгунця, картоплі і кормових культур.
Рівень механізації найважливіших сільськогосподарських робіт у 1958 (в %): сівба ярових зернових — 82, льону — 67, садіння картоплі — 22, збирання зернових — 65, підняття зябу — 93.
Структура посівних площ (у %)
| Культури                    | 1913  | 1940  | 1958  |
| --------------------------- | ----- | ----- | ----- |
| Зернові                     | 79,9  | 66,7  | 50,4  |
| Технічні                    | 2,8   | 6,0   | 6,0   |
| в тому числі льон-довгунець | 2,3   | 5,3   | 5,5   |
| Картопля                    | 12,9  | 17,8  | 18,8  |
| Овочеві                     | 0,9   | 1,2   | 0,8   |
| Кормові                     | 3,5   | 8,3   | 24,0  |
| Разом                       | 100,0 | 100,0 | 100,0 |

Серед зернових переважає жито; сіють також пшеницю, овес, ячмінь, гречку, просо, зернобобові. Провідна технічна культура льон-довгунець вирощується на суглинкових ґрунтах Північної Білорусі; крім льону, культивують коноплі, цукрові буряки, махорку. З 1954 почали сіяти на значній площі кукурудзу. Білорусь — важливий район вирощування картоплі в СРСР. В господарстві Білорусі картопля використовується для переробки на спирт, крохмаль і як корм. Навколо міст розвинуто овочівництво і садівництво. Найбільше садів біля Гомеля, Бобруйська, Могильова, Мінська, Орші, Слуцька. Великою галуззю сільського господарства є молочне і м'ясне тваринництво; в січні 1959 було (в тисячах голів) великої рогатої худоби — 3.381, в тому числі корів— 1957; свиней — 2741, овець та кіз — 1454. На 1959—65 передбачались значні кошти на дальший розвиток сільського господарства, освоєння нових земель (осушення) та інтенсифікацію господарства. Продукція льоноволокна зросте в 1,3 раза, картоплі — 2,1, цукрових буряків — 3,2—3,6, зерна — 2,3—2,6, м'яса і молока — в 2 рази.
В Білорусі розвинуті залізничний, автомобільний, річковий і авіаційний транспорт. Густота залізниць на 1000 км² — 26 км; протяжність автомобільних шляхів з твердим покриттям — 13,9 тисяч км. Основні залізничні лінії: Москва — Мінськ — Брест, Сухиничі — Барановичі, Гомель — Брест, Ленінград — Орша — Київ, Вільнюс — Гомель — Бахмач. Судноплавні річки: Дніпро, Прип'ять, Березіна, Сож, Німан, Західна Двіна.

## Охорона здоров'я
На 1 січня 1959 було 10 036 лікарів (12,4 лікарів на 10 тисяч жителів; 1913 — 1 лікар) і 40 188 осіб середнього медичного персоналу, в тому числі в системі міністерства охорони здоров'я — 8986 лікарів і 35 894 осіб середнього медичного персоналу. Ліжок в лікарнях було 49 тисяч (60,5 ліжок на 10 тисяч жителів; 1913—9 ліжок), в тому числі в системі міністерства охорони здоров'я 47,2 тисяч ліжок (в 925 лікарняних закладах). Амбулаторну допомогу подавало 1640 медичних установ. Спеціалізовану медичну допомогу — 35 протитуберкульозних, 24 шкірно-венерологічних, 12 онкологічних, З психоневрологічні, 3 протизобні диспансери, 517 спеціальних кабінетів. Станцій швидкої медичної допомоги було 164, дитячих консультацій — 242, ліжок для хворих дітей — 5507, місць в дитячих яслах — 21,2 тисяч, жіночих консультацій — 198, ліжок для вагітних та породіль — 5615, санітарно-епідеміологічних станцій — 183. Санаторії та будинки відпочинку маюли 6888 місць. Лікарів готують медичні інститути в Мінську, Вітебську й Гродні, середній медичний персонал — 14 медичних шкіл. Працював інститут удосконалення лікарів та 8 науково-дослідницьких інститутів. Загальна захворюваність населення в 1957 порівняно з 1953 знизилась на 18 %, смертність порівняно з 1913 значно зменшилася.

## Освіта та ЗМІ
До жовтневого перевороту Білорусь була однією з відсталих економічно і культурно західних околиць Російської імперії. Зовсім не було шкіл з білоруською мовою викладання, мережа російських шкіл була незначна. 1911 у Віленському навчальному окрузі, який в основному охоплював Білорусь, відвідувало школу лише 18,4 % загальної кількості дітей віком від 8 до 14 років. Близько 80 % населення було неписьменним. За роки радянської влади в БРСР повністю ліквідовано неписьменність населення, створено широку мережу загальноосвітніх шкіл, спеціальних середніх і вищих навчальних закладів; навчання провадилось рідною мовою.
В 1958/59 навчальному році в БРСР працювало 12 402 загальноосвітні школи, з них 7184 початкових, 2841 неповна середня і 1574 середні. Школами в 1958/59 навчальному році охоплено 1 256 625 учнів. У 790 школах робітничої і сільської молоді навчалося 58022 осіб (1959), працювало 692 дитячих садків, які охоплювали 48 тисяч дітей. Було 106 середніх спеціальних навчальних закладів з 55,7 тисяч учнів і 25 ВНЗ з 57 тисячами студентів.
В БРСР створено широку мережу культурно-освітніх установ. 1958 було 17 театрів, 28 музеїв, 2785 кіноустановок, 5900 клубів, в тому числі 1403 хати-читальні, масових бібліотек майже 7,6 тисяч, а книжкові фонди становили 48 млн томів, перевищивши дореволюційний рівень понад у 100 разів. Видавалось 19 журналів загальним річним тиражем 3937 тисяч примірників і 260 газет з разовим тиражем 1654,8 тисяч примірників. Більшість газет і журналів у республіці видається білоруською мовою, інші — російською мовою. 1958 в республіці видано 1190 назв книжок загальним накладом 14511,9 тисяч примірників. Перші широкомовні радіостанції в Гомелі і Мінську почали працювати 1925. На початку 1959 у республіці було 1068 тисяч радіоточок і перевищило довоєнний рівень в 6 разів. 1956 в Мінську почала регулярні передачі телевізійна студія, з 1958 працює Гомельський телевізійний центр, створено ретрансляційні установки в Могильові, Бобруйську, Барановичах. 1929 засновано Академію наук Білоруської РСР в Мінську на базі інституту білоруської культури.
У республіці працює також Академія сільськогосподарських наук і 76 інших наукових установ (науково-дослідницьких інститутів, їхніх філіалів, дослідних станцій, лабораторій). Активну участь у розробці наукових проблем беруть кафедри вищих навчальних закладів. У республіці є понад 5 тисяч наукових працівників, у тому числі 134 доктори наук і 1606 кандидатів наук. Організовано підготовку національних кадрів наукових працівників з усіх провідних галузей знань.

## Культура

### Архітектура
В радянські часи, особливо після радянсько-німецької війни, в БРСР здійснюється величезне будівництво. Докорінно реконструйовано Мінськ, Могильов, Гомель, Вітебськ тощо. Міста БРСР збагатились новими магістралями, площами, житловими кварталами, парками, спорудами громадського призначення (Будинок уряду, Палац піонерів, театр опери та балету в Мінську тощо). В розробці генпланів і забудові міст брали участь: Н. П. Парусников, В. А. Король, Л. П. Мацкевич, В. І. Гусєв, Г. А. Парсаданов, А. П. Воїнов, Г. В. Заборський та інші.

### Образотворче мистецтво
За роки радянської влади в Білорусі виросла група скульпторів (3. Азгур, А. Бембель, О. Глєбов, С. Селіханов), живописців (В. Волков, І. Ахремчик, П. Гавриленко, Є. Зайцев, А. Шибньов, Є. Красовський, І. Давидович), графіків (І. Гембицький, В. Тиханович, А. Тичина). Перші великі виставки білоруського мистецтва в Москві (1935 та 1940) продемонстрували його розвиток на шляху соціалістичного реалізму.
В 40—50-х роках художники БРСР розробляють теми героїчного подвигу народу, мирної праці і соціалістичного побуту (скульптурні портрети партизанів і борців за мир 3. Азгура, «Герой Радянського Союзу М. Гастелло» А. Бембеля; картини «Стали на смерть» Є. Зайцева, «За рідну Білорусь» В. Суховерхова, «Оборона Брестської фортеці» І. Ахремчика, «Засолювання риби в колгоспі» Ф. Дорошевича, «На лісозаготівлях» А. Шевченка, «Кастусь Калиновський» А. Гугеля та Р. Кудревич; пейзажі В. Бялиницького-Бірулі, В. Цвірки, М. Дучіца тощо). Навколо сатиричного журналу «Вожык» об'єдналась група карикатуристів (А. Волков, М. Гурло, С. Романов, В. Грамико та інші). Значних успіхів досягли театральні художники — С. Ніколаєв, О. Марикс, П. Масленіков, І. Ушаков та ін. Великого розвитку набуло народне та прикладне мистецтво (різьбярі по дереву — В. Матюк, К. Козелко; вишивальниці — Н. Гранько, Б. Любович тощо).

### Музика
Професіональна музика активно почала розвиватися за радянської влади. Створені: консерваторія, театр опери та балету, філармонія, хорова капела, народний оркестр, народний хор, спілка композиторів, 27 музшкіл, 6 музучилищ, музична середня школа. Серед композиторів відомі: М. Чуркін, Б. Тикоцький, М. Аладов, А. Богатирьов, О. Туренков, Г. Пукст, В. Оловников. У формуванні національної композиторської школи велику роль відіграв російський композитор В. Золотарьов. Серед виконавців і пропагандистів білоруської музики: Л. Александровська, Р. Млодек, І. Болотін, Г. Ширма, Г. Цитович та інші.

### Театр
На початку 1917 в Мінську виникло «Перше товариство білоруської драми і комедії», яке існувало до 1920. Білоруське театральне мистецтво розквітло після жовтневого перевороту. 1920 в Мінську створений Перший Білоруський державний драматичний театр (з 1945 — імені Янки Купали) і «Вандроуний» (з 1932 — Третій Білоруський драматичний театр), 1926 — Другий Білоруський державний драматичний театр у Вітебську (з 1945 — імені Якуба Коласа). Білоруські театри створювали переважно вистави з життя радянського народу. В репертуарі — п'єси Купали, Коласа, Крапиви, Мовзона, Макайонка, Мировича, Лавреньова, Погодіна, Корнійчука тощо; велике місце належить творам класичної драматургії. Серед діячів театрального мистецтва Білорусі — Е. Мирович, В. Крилович, В. Владомирський, Г. Глєбов, А. Ільїнський, П. Молчанов, Б. Платонов, Л. Ржецька та інші.

### Кіно
Білоруська кінематографія виникла 1924, коли в Ленінграді було створено об'єднання «Білдержкіно», де знято перші білоруські кінофільми: «Лісова бувальщина» (режисер Ю. Тарич) і «Кастусь Калиновський» (режисер В. Гардін). 1939 кіностудію переведено в Мінськ. За роки свого існування білоруська кінематографія випустила близько 80 художніх фільмів. Серед них: «Дочка Батьківщини», «Шукачі щастя», «Балтійці», «Шлях корабля», «Моя любов», «Костянтин Заслонов», «Павлинка», «Нестерка», «Миколка-паровоз», «Червоне листя», «Годинник зупинився опівночі». Створено також ряд документальних і науково-популярних фільмів.